# Cártel de los Rojos
El Cártel de los Rojos (conocidos popularmente como Los Rojos) fue una organización criminal mexicana surgida como escisión del Cartel de los Beltran Leyva, siendo liderado en un principio por los hermanos Arturo "El Barbas" y Héctor "El Ingeniero", Alfredo "El Mochomo" y Jésus Nava Romero alias "El Rojo", naciendo de ahí el nombre del grupo. El grupo además contaba con una importante participación en el trasiego de droga hacía los Estados Unidos. No se debe confundir con la célula delincuencial de los Rojos, que son una escisión del Cártel del Golfo.

## Historia
El grupo surgió después del debilitamiento del Cartel de los Beltran Leyva, asentándose en algunas zonas de Guerrero y Morelos. Desde entonces el grupo ha incursionado a un sinnúmero de actividades delictuosas, inclusive se ha confirmado su financiación de once candidaturas a puestos municipales en el estado de Morelos durante 2015, además de incrementar el clima de inseguridad en las regiones donde están activos. El grupo también tiene nexos con Alfonso Miranda Gallegos alcalde del municipio de Amacuzac, alcalde acusado de secuestro y que sigue en su cargo desde prisión. Es común que esta organización reclute a miembros de las fuerzas policiales para sus actividades (como a los elementos de Yautepec de Zaragoza) yendo desde los mandos más importantes hasta los niveles más bajos. Según la DEA, ya tiene información sobre las actividades de los rojos desde 2009, aproximadamente.
El ahora exlíder de los rojos fue traslado a un penal federal en el estado de oaxaca en donde lleva a cabo 8 procesos penales de diferentes estados por diferentes delitos.
El 18 de septiembre del año 2023 salió favorable un amparo que los abogados del carrete promovieron en donde se le da libertad absoluta para salir de la cárcel, esto solo en uno de los procesos que lleva a cabo, entre los abogados están los nombres de Carlos Castillo Castillo, Ricardo Medina Gonzales, Fermín Reza Camacho entre otros, quien además estos últimos llevan también la defensa legal de los 3 hijos de Santiago Mazari Hernadez quienes llevan procesos penales al igual que su padre y están recluidos en diferentes penales federales de la República mexicana.

## Actividades
El primer líder del grupo fue Jésus Nava Romero alias "El Rojo", muriendo al poco tiempo de la creación del grupo el 16 de diciembre de 2009, durante un enfrentamiento entre elementos de la Armada de México y miembros del cartel de los Beltrán Leyva, en la ciudad de Cuernavaca, Morelos.
Desde principios del 2015 Los Rojos han combatido de manera más activa a otros carteles, habiendo enfrentamientos ocurridos el 23 de febrero del mismo año, que dejó como saldo 15 sicarios muertos, esto cerca de las localidades de Tetela del Río y Cashacahui, esto en el municipio de General Heliodoro Castillo. Las autoridades confirmaron que la causa del enfrentamiento fue por disputa de territorio entre Los Rojos y células pertenecientes a La Familia Michoacana. En 2016 Los Rojos han aumentado sus hostilidades y su presencia en municipios como Ahuacuotzingo, Zitlala, Chilapa de Álvarez. Un ejemplo de esto fue la irrupción de más de 300 miembros de las autodefensas que se adentraron al municipio de Zitlala durante el transcurso del 5 de mayo, esto como respuesta al alza de violencia en la región. Como resultados de la violencia en la región, se han suspendido clases en varias escuelas de los municipios, así como reportes de desplazamientos forzados.
Durante el transcurso del 24 de octubre del 2019 un enfrentamiento se registró en la localidad de la comunidad de Pocha-Huizco, Zitlala, Guerrero, enfrentamiento que dejó como saldo nueve sicarios de los rojos muertos, hallando decenas de casquillos en el lugar. Además se confirmó que entre los fallecidos habían miembros del círculo cercano de a Senen Nava, alias "El Chaparro", líder del grupo criminal.
El 9 de febrero del 2021 se reportó un tiroteo entre un supuesto grupo autodefensa y los Rojos,  en la localidad de Mitepec de municipio de Jolalpan, en el extremo suroeste de Puebla. El enfrentamiento según testigo duro más de dos horas, dejando un saldo de tres muertos (dos miembros de "La Ronda Ciudadana" y un sicario de los Rojos), según autoridades estatales, siendo de gran relevancia mediática en la región.

### Arrestos y asesinato de líderes
- 10 de diciembre del 2012: Es detenido después de un enfrentamiento y horas después asesinado Crisóforo Rogelio Maldonado Jiménez, alias "El Bocinas", primer líder de la organización, es asesinado dentro del hospital Star Medica, esto en el sur de la Ciudad de México.[28][29] Su asesinato levanta polémica, y muestra la posible colaboración entre autoridades y crimen organizado en la Ciudad de México.[30][31] A pesar de ello uno de sus asesinos es arrestado meses después, en el estado de Morelos.[32]

- 13 de abril del 2013: Es hallado muerto Antonio Elí Miranda Román, alias "La Moña" junto a otra persona, esto a la altura de un lugar llamado La Proa, en las cercanías del lago de Lago de Tequesquitengo, esto en el municipio homónimo. Según las autoridades, "La Moña" y el otro sujeto fueron torturados antes de ser asesinados.[33][34][35] Las autoridades mencionaron que su asesinato fue una traición, esto para evitar que delatara a otros jefes criminales de la región.[36]

- 17 de mayo de 2014:Es detenida Leonor Nava Romero, alias "El Tigre” o "La Garra”, lideresa de la organización. Las autoridades confirmaron su detención al día siguiente, ocurrido en el municipio de Tecpan de Galeana, Guerrero.[37][38]

- El 27 de agosto del 2018 fue arrestado Alexis Oswaldo "N", hijo de Santiago Mazari, alias El Carrete, y de su cómplice Seth "N", de 26 años de edad, en posesión de armas y estupefacientes, esto en el municipio de Jojutla.[39][40]

- El 9 de junio del 2019 es arrestado José Ignacio Vázquez alias "El Nachín", jefe de célula de Los Rojos, y encargado de extorsiones en el sur de Morelos. El detenido fue imputado por los delitos de delincuencia organizada, extorsión y secuestro, además de ser miembro del círculo intimo de Santiago Mazari Hernández “El Carrete".[41][42][43]

- Es arrestado el 1 de agosto del 2019 Santiago "N" alías "El Carrete", uno de los principales líderes de Los Rojos , además de haber desmentido su supuesta muerte durante un enfrentamiento.[44][45][46] "El Carrete" también es señalado de haber participado junto a Guerreros Unidos en la desaparición forzada de los 43 normalistas de Ayotzinapa, además de haber sido sentenciado a 20 años de prisión por su colaboración en el caso.[47][48][49]

- Casi un mes después fue arrestado el 24 de septiembre del mismo año Alexis Oswaldo "N", siendo hijo de Santiago Mazari, “El Carrete”, presunto heredero del cártel que tendría como encomienda seguir disputando el territorio en el estado de Guerrero y Morelos.[50][51] El "Carrete" fue condenado a 20 años de prisión por delincuencia organizada, delitos contra la salud y secuestro, así como estar ligado a la desaparición de los 43 normalistas de Ayotzinapa.[52]

- En diciembre del 2019 es arrestado Edwin "N" otro hijo de "El Carrete", quien fue aprehendido en el CERESO Morelos, pero finalmente trasladado a un penal en Puerto Escondido.[53][54]
- 3 de abril del 2022; Es detenido el último líder de Los Rojos en Amacuzac en el estado de Morelos "El Erick"  tercer presunto hijo de Santiago Mazari alias "El Carrete, en posesión de paquetes de droga y armas de fuego de uso exclusivo del ejército y acusado de delitos contra la salud, ameritandole prisión preventiva.[55][56]
- 19 de abril del 2022; Detienen a Juan Miguel "N" alias " El Johnny" presunto operador del Cartel Los Rojos en el estado de Michoacán, quien también se encargaba del trasiego de grandes cargamentos desde Sudamérica llegando a la entidad para terminar en Estados Unidos además de ser uno de los objetivos prioritarios para las autoridades por presuntos cargos de asociación delictuosa, lavado de dinero y delitos contra la salud.[57][58][59]